# César Cruchaga Lasa
César Cruchaga Lasa (* 26. Januar 1974 in Ezcároz) ist ein spanischer Fußballspieler, der bei CA Osasuna in der spanischen Primera División spielt.

## Spielerkarriere
Cruchaga spielte bis auf das eine Jahr Mitte der Neunziger, das er in Gavà verbrachte, stets für CA Osasuna. Obwohl er bereits 1997 einen Profivertrag erhielt, solltes es ganze drei Jahre dauern, bis er am 10. September 2000 beim 0:2 zu Hause gegen Celta Vigo sein Debüt in der Primera División gab.